# ICar V23
ICar V23 — электромобиль-внедорожник, выпускаемый китайской компанией Chery Automobile под брендом ICar с 2024 года.

## История и описание модели

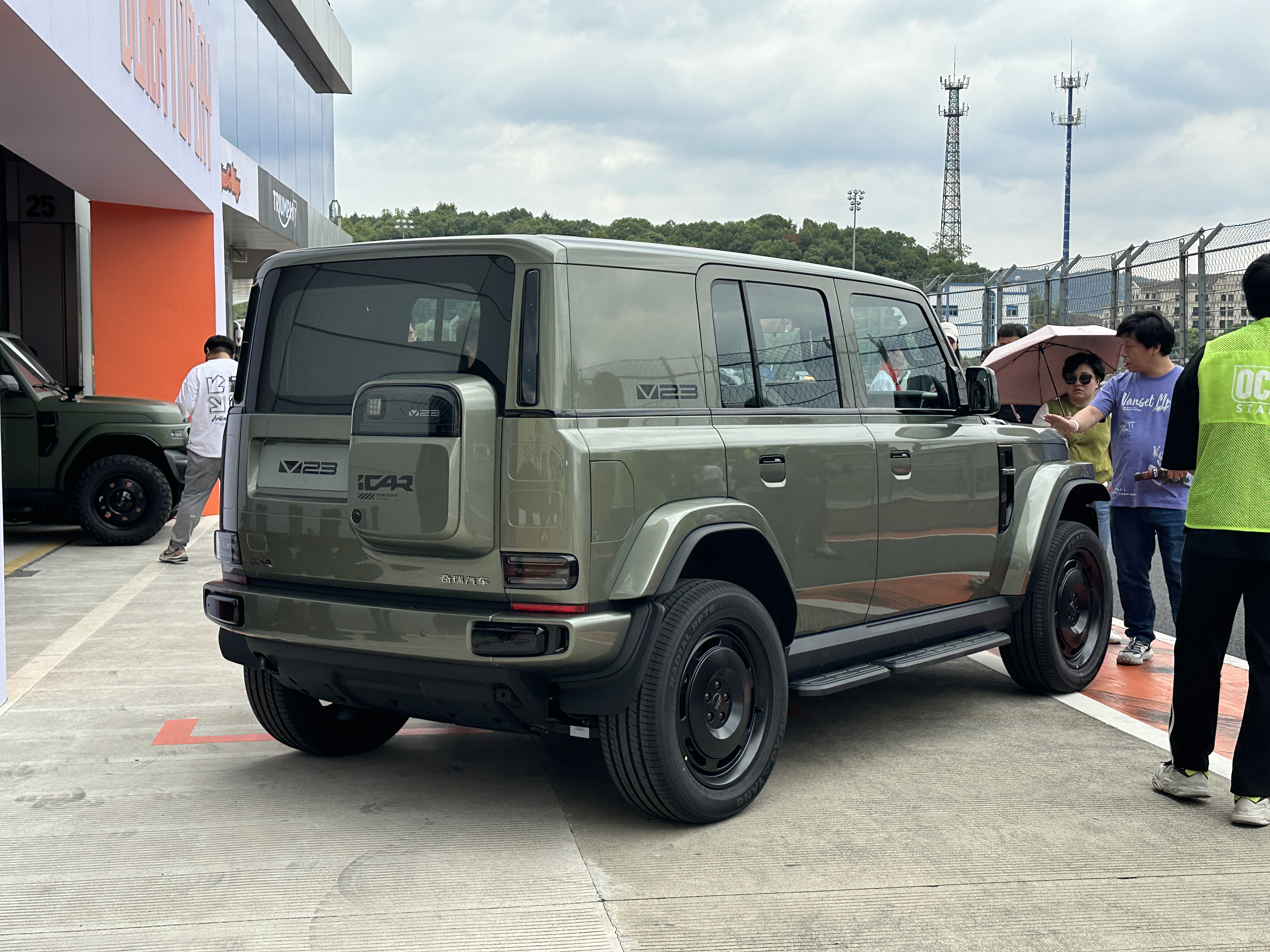
Вид сзади

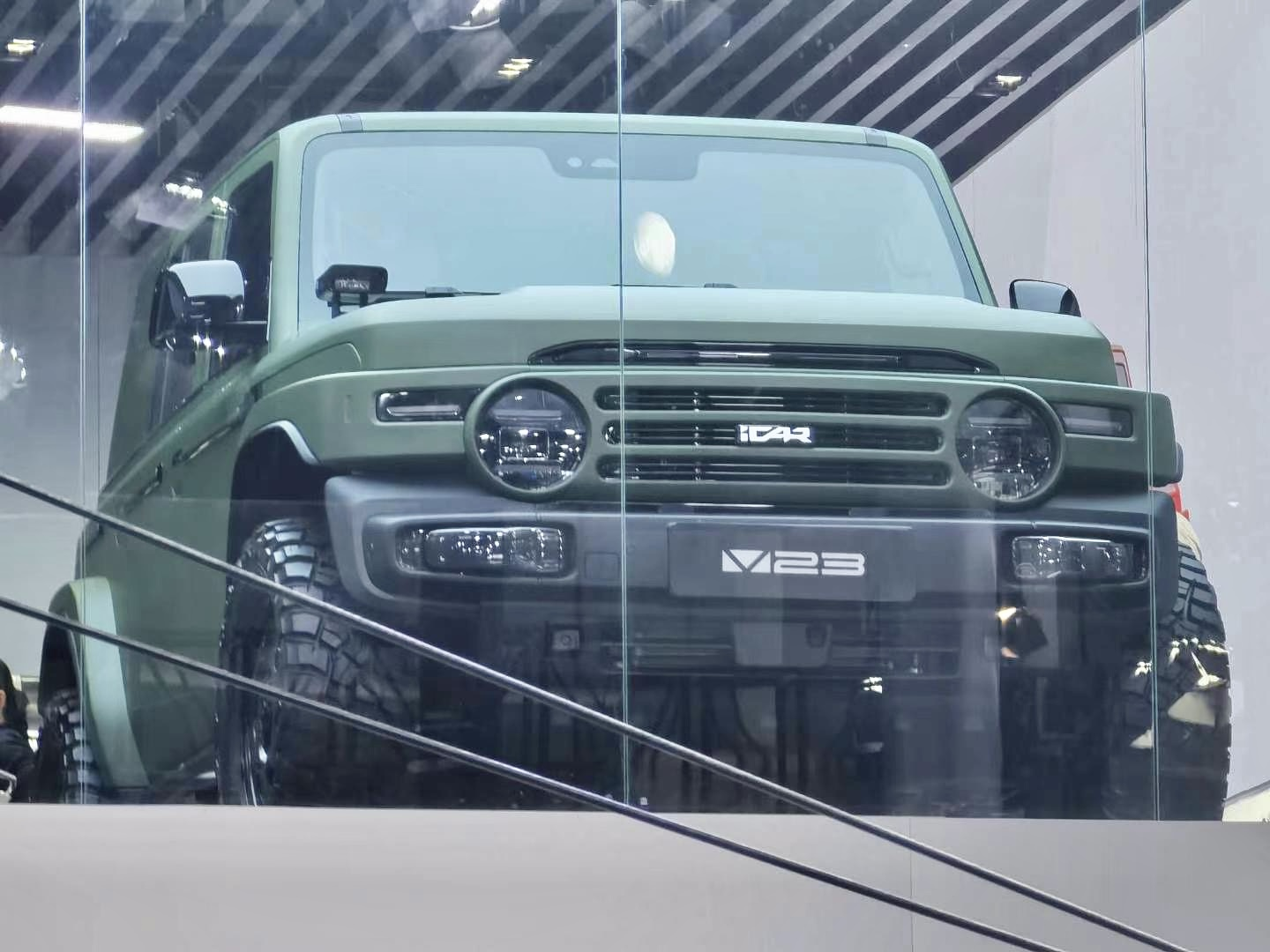
ICar V23 на момент запуска

В апреле 2024 года подразделение ICar компании Chery Automobile представило вторую серийную модель. Субкомпактный внедорожник V23 имел низко расположенные круглые фары, примыкающими к узким поворотникам, охватывающим брызговики крыльев. Так же низко были установлены задние фонари, над которыми расположен багажник.
В салоне имеется угловая центральная консоль с сенсорным экраном мультимедийной системы, под которым находится набор из трёх вентиляционных отверстий и обширная панель кнопок для управления функциями автомобиля.

### Продажи
Продажи ICar V23 начались во второй половине 2024 года на внутреннем китайском рынке. Стоимость базовой модели — 110000 юаней. За первый месяц было собрано 31000 заказов. Поставки начались в конце 2024 года.

### Технические характеристики
Заднеприводный ICar V23 оснащён электродвигателем мощностью 136 л. с. и аккумулятором ёмкостью 60 кВт⋅ч. Запас хода составляет около 400 км. До 100 км/ч автомобиль разгоняется за 4,8 секунды. Полноприводный ICar V23 оснащён электродвигателем мощностью 211 л. с. и аккумулятором ёмкостью 82 кВт⋅ч. Запас хода составляет около 500 км. До 100 км/ч автомобиль разгоняется за 3,5 секунды.